# Flypaper – Wer überfällt hier wen?
Flypaper – Wer überfällt hier wen? ist eine US-amerikanische Low-Budget-Kriminalkomödie aus dem Jahr 2011.

## Handlung
Als Tripp einen Hundertdollarschein bei der Bankangestellten Kaitlin in Münzen umtauschen will, wird die Credit International Bank gleichzeitig von zwei verschiedenen Banden überfallen, die eine kurzzeitige Sicherheitslücke ausnutzen. Während die Rednecks „Jelly“ und „Peanut Butter“ (deutsche Fassung: „Kartoffel“ und „Puffer“) lediglich das Geld aus den Geldautomaten wollen, haben es die professionell ausgestatteten Bankräuber Weinstein, Gates und Darrien auf den Inhalt des Tresors abgesehen. Doch zunächst stehen sie sich gegenseitig  im Weg und es kommt zu einem Schusswechsel, welcher nur durch den Einsatz von Tripp und dessen Frage, warum sie sich nicht auf ihre Ziele statt aufeinander konzentrieren, unterbrochen wird. Ein Besucher der Bank liegt tot am Boden. Die beiden Bankräubergruppen beschließen, ihre jeweils unterschiedlichen  Ziele zu verfolgen, während die Bankangestellten und Kunden als Geiseln genommen werden.
Aber das Gehirn von Tripp steht nicht still und seine analytischen Fähigkeiten erfassen mehr und mehr Hinweise zu dem Banküberfall, dem Tod des Bankbesuchers und deren Hintergründen. Während beide Banküberfälle nicht so funktionieren, wie sie geplant waren, sterben immer mehr Menschen. Nachdem es sich bei dem ersten Opfer um einen Undercover-FBI-Agent gehandelt hat, sterben nach und nach Weinstein, der IT-Sicherheitsexperte und Darrien. Alle waren in ein Komplott verwickelt, das wohl von dem meistgesuchten Bankräuber Vicellous Drum geplant wurde. Als Tripp herausfindet, dass eine zusätzliche, bisher unbekannte Person alle anderen getötet haben muss, kommen sie zu dem Schluss, dass es sich um Drum handeln müsse. Alle bewaffnen sich und verdächtigen einander. Wegen seiner analytischen Fähigkeiten wird Tripp als erster verdächtigt, sodass er beschossen wird. Er löscht das Licht, und Drum sucht sich weitere Opfer. Dann fällt der Verdacht auf Bankdirektor Gordon Blythe, der erschossen wird.
Als der Bankdirektor tot ist, übergibt Kaitlin Jelly und Peanut Butter die beiden Geldtaschen, sodass diese glücklich fliehen. Kurz darauf erscheint die Polizei und untersucht den Fall. Die Geiseln werden versorgt und Kaitlins Verlobungsgeschenke werden aus der Bank in ihren Mercedes getragen. Doch dort wartet bereits Tripp, der den Fall gelöst und Kaitlins Plan durchschaut hat. Sie ist die gesuchte Bankräuberin Alexis Black, die sich als Bankangestellte in der Filiale anstellen ließ, eine teure Hochzeit vortäuschte, ebenfalls einen Überfall vorhatte, das Geld in den hübschen Geschenkpaketen versteckt hat und nun in ihre angeblichen Flitterwochen reist. Tripp schließt sich ihr an.

## Kritik
Der Film erhielt überwiegend negative Kritiken. So zählte die Internetseite Rotten Tomatoes von 19 gewerteten professionellen Kritiken drei positive, was einem Anteil von 16 % entspricht. Allerdings wurde der Film vom breiten Publikum tendenziell mit gemischten Reaktionen aufgenommen, denn gleichzeitig werteten 42 % des Publikums den Film positiv. Dies wiederum wird vom Onlinefilmarchiv IMDb, einer weiteren Plattform, auf der normale User ihre Filmkritiken abgeben können, bestätigt, denn dort gaben fast 33.000 User dem Film durchschnittlich 6,3 von 10 möglichen Punkten.
Obwohl Flypaper „Momente der Heiterkeit“ beinhalte, meinte Justin Lowe im Hollywood Reporter, habe der Film bei weitem nicht das „komödiantische Chaos und die kunstvoll disziplinierte Struktur“ von Hangover, welcher ebenfalls von Jon Lucas und Scott Moore geschrieben wurde. Dabei schaffe es der Regisseur Rob Minkoff die „Schnellfeuer-Action-Sequenzen und die geschickt im Film integrierten und sich kreuzenden Handlungsstränge reibungslos zu choreographieren“. Aber durch die geringe Laufzeit von 85 Minuten und „zu vielen Figuren und zuviel Geschichte“ wirke der Film einfach „hektisch [und] überladen“.
Trotz der vielen „Wendungen und Überraschungen“ sei der Film „nie ganz so clever und hip, wie man glauben könnte, dass er es sei“, meinte Rachel Saltz in der liberalen Tageszeitung New York Times. Denn der Film schaffe es einfach nicht zu seinem „eigenen Stil und seinem Comic-Groove zu finden“.
Sara Stewart von der konservativen Boulevardzeitung New York Post fand, dass Flypaper „ziellos“ sei, da der Film als „schnell sprechendes Actionfeuerwerk starte, aber sich dann in einen normalen Krimi verwandle“.

„Gut gelaunte und weitgehend klug durchdachte Kriminalkomödie.“

## Hintergrund
Während Ashley Judd die ursprünglich Liv Tyler zugedachte Rolle übernahm, gab Patrick Dempsey an, unbedingt mal eine Figur spielen zu wollen, die nicht der üblichen Rollenvorstellung von ihm entspreche.
Der Film kostete 7 Mio. US-Dollar und wurde in Baton Rouge gedreht.
Anders als im Englischen heißen die beiden Rednecks in der deutschen Fassung nicht Jelly und Peanut Butter, sondern Kartoffel und Puffer. Außerdem wird die Swiss Miss als Schwedin bezeichnet, obwohl sie auch in der Synchronfassung in einer Schweizer Bank arbeitet.

## Veröffentlichung
Nachdem Flypaper am 28. Januar 2011 auf dem Sundance Film Festival 2011 seine Weltpremiere gefeiert hatte, wurde er am 15. Juli 2011 auf Video-on-Demand veröffentlicht, bevor er ab dem 19. August 2011 vereinzelt in einigen US-amerikanischen Kinos gezeigt wurde. Allerdings spielte er nur knapp 1.200 US-Dollar ein. Ab dem 25. August 2011 wurde er in weiteren Ländern, darunter in Russland, Italien und Frankreich veröffentlicht und konnte weitere 580.000 US-Dollar einspielen. In Deutschland wurde er am 7. März 2012 in den Videotheken veröffentlicht und ab dem 30. März 2012 zum Kauf angeboten.